# Idaea proutiana
Idaea proutiana là một loài bướm đêm trong họ Geometridae.